# Dasychira proletaria
Dasychira proletaria är en fjärilsart som beskrevs av Holland 1893. Dasychira proletaria ingår i släktet Dasychira och familjen tofsspinnare. Inga underarter finns listade i Catalogue of Life.